# Österreichischer Juristentag
Der Österreichische Juristentag (ÖJT) ist eine österreichische Vereinigung von Juristen. Sie versteht sich als eine „gesamtösterreichische, berufsübergreifende, sich der Rechtsfortbildung widmende juristische Vereinigung hervorragender Vertreter der jeweiligen österreichischen Juristengeneration aus Theorie und Praxis“. Der ÖJT hat in etwa 800 Mitglieder (Stand 2020).

## Geschichte und Ziele
Der ÖJT wurde 1959 gegründet und konstituierte sich am 22. September 1959 in Wien. Seine Präsidenten waren:
- 1959–1966: Wilhelm Malaniuk
- 1966–1969: Hans Schima
- 1969–1983: Fritz Schwind
- 1983–1992: Karl Kohlegger
- 1993–2003: Gerhard Benn-Ibler
- 2003–2015: Nikolaus Michalek
- 2015–2022: Christoph Grabenwarter
- seit 2022: Marcella Prunbauer-Glaser

Ziel war und ist, die wichtigen Rechtsfragen der Zeit rechtspolitisch und rechtsdogmatisch zu diskutieren und fernab von Parteipolitik und einseitiger Interessenvertretung sachgerechte Lösungen vorzuschlagen. Um das Ziel des Österreichischen Juristentages zu erreichen, werden alle drei Jahre Tagungen in verschiedenen Orten Österreichs abgehalten. Zu besonders aktuellen Themen werden auch Sonderjuristentage und Vortragsveranstaltungen organisiert. Der ÖJT unterhält seit Beginn seiner Tätigkeit eine eigene Schriftenreihe, die in Kooperation mit dem Verlag Manz publiziert wird und bereits mehr als 130 Bände umfasst.
Der Österreichische Juristentag zählt zu den wichtigsten rechtswissenschaftlichen Foren in Österreich. Die Ergebnisse seiner Arbeit fließen regelmäßig in rechtspolitische Debatten ein und haben Einfluss auf Gesetzgebung und Rechtsprechung; so werden seine Gutachten regelmäßig in der höchstgerichtlichen Rechtsprechung zitiert. Es gilt unter Juristen als große akademische Ehre, vor diesem Forum zu seinem Fachbereich in Form eines Gutachtens Stellung nehmen zu dürfen.

## Bisherige Juristentage
(Quelle: Österreichischer Juristentag)
- 1961: Wien
- 1964: Wien
- 1967: Wien
- 1970: Wien
- 1973: Wien
- 1976: Innsbruck
- 1979: Salzburg
- 1982: Graz
- 1985: Wien
- 1988: Wien
- 1991: Linz
- 1994: Wien
- 1997: Salzburg
- 2000: Wien
- 2003: Innsbruck
- 2006: Graz
- 2009: Wien
- 2012: Linz
- 2015: Wien
- 2018: Salzburg
- 2022: Wien
- 2025: Innsbruck

## Ehrenmitglieder
Zu Ehrenmitgliedern des Vereins wurden ernannt (in alphabetischer Reihenfolge):
Walter Antoniolli, Gerhard Benn-Ibler, Christian Broda, Karl Kohlegger, Franz Matscher, Nikolaus Michalek, Herbert Loebenstein, Hans Schima, Erich Schinnerer, Fritz Schwind, Hellmuth Slaik, Josef Stangelberger, Alfred Verdroß und  Walter Wilburg